# Грейшот
Грейшот (на английски: Grayshott) е село в Южна Англия, на границата между графствата Хампшър и Съри. Намира се на 60 km югозападно от центъра на Лондон.
В Грейшот е роден актьорът Колин Фърт (р. 1960).